# Radim Běleš
Radim Běleš (Ostrava, 6 marzo 1973) è un atleta paralimpico ceco specializzato nel lancio della clava e lancio del disco. È detentore del record del mondo nel lancio della clava per la categoria F51, con un lancio di 26,67 m ottenuto nel 2003. Prenderà parte nella stessa specialità ai Giochi paralimpici di Londra 2012.

## Palmarès
| Anno | Manifestazione       | Sede         | Evento                             | Risultato | Prestazione | Note |
| ---- | -------------------- | ------------ | ---------------------------------- | --------- | ----------- | ---- |
| 1998 | Mondiali paralimpici | Birmingham   | Lancio del disco F51               | Bronzo    | 8,35 m      |      |
| 1998 | Mondiali paralimpici | Birmingham   | Lancio della clava F51             | Oro       | 22,47 m     |      |
| 2002 | Mondiali paralimpici | Lilla        | Lancio del disco F32 - F51         | Bronzo    | 8,96 m      |      |
| 2004 | Giochi paralimpici   | Atene        | Lancio del disco F32 - F51         | Oro       | 9,77 m      |      |
| 2004 | Giochi paralimpici   | Atene        | Lancio della clava F32 - F51       | Argento   | 25,44 m     |      |
| 2006 | Mondiali paralimpici | Assen        | Lancio della clava F32 - F51       | Argento   | 23,07 m     |      |
| 2011 | Mondiali paralimpici | Christchurch | Lancio della clava F31 - F32 - F51 | Argento   | 25,22 m     | F51  |
| 2012 | Giochi paralimpici   | Londra       | Lancio della clava F31 - F32 - F51 | Argento   | 26,67 m     |      |